# Selah and the Spades (Film)
Selah and the Spades ist ein Filmdrama von Tayarisha Poe, das im Januar 2019 im Rahmen des Sundance Film Festivals seine Premiere feierte.

## Handlung
Im Hintergrund des renommierten Haldwell-Internats in der Nähe von Philadelphia agieren fünf Gruppen. An der Spitze der mächtigsten Fraktion, die „The Spades“ genannt wird, befindet sich Selah Summers. Mit Intelligenz und geschickten Manipulationen schafft sie es, ihre Position zu behaupten. Unterstützt wird sie beim Drogen- und Alkoholverkauf von Maxxie, einem Freund aus Kindertagen. Zu anderen Schülern geht sie jedoch lieber auf Distanz, weil sie glaubt, dass Freundschaften ihre Macht gefährden könnten. Ihr Abschluss steht zwar kurz bevor, doch ein Nachfolgeplan liegt noch nicht vor, und eigentlich steht Selah kurz vor einem Zusammenbruch.

## Produktion

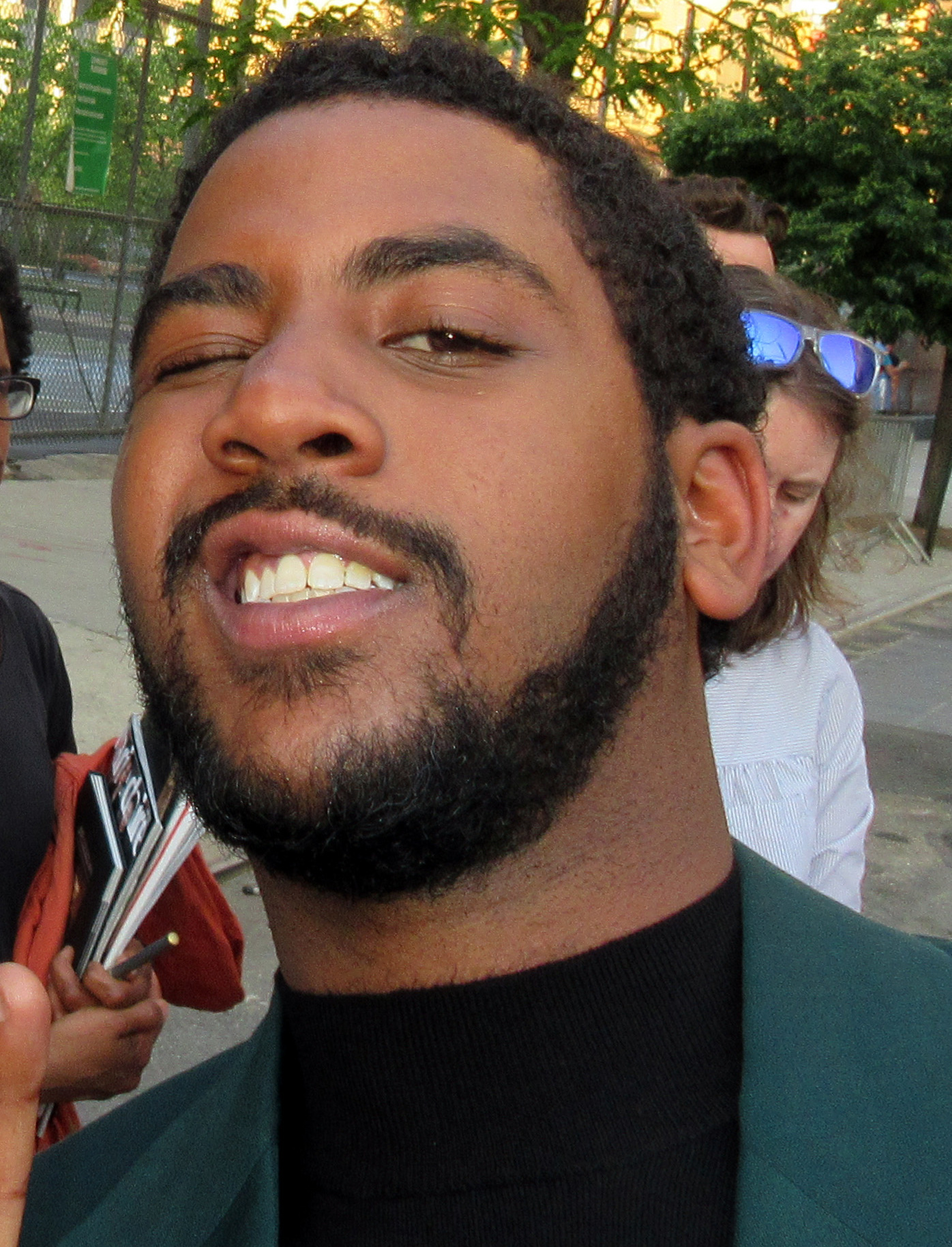
Jharrel Jerome, hier im Mai 2019, spielt Selahs besten Freund Maxxie

Tayarisha Poe gab mit dem Film ihr Debüt als Regisseurin und Drehbuchautorin.
Lovie Simone übernahm die Titelrolle von Selah Summers. Es handelt sich nach Monster! Monster? und Share um ihre dritte Rolle in einem Spielfilm. Ihr Name „Selah“ ist ein hebräisches Wort und bedeutet in den Psalmen des Alten Testaments „aufhören und zuhören“. Jharrel Jerome spielt ihren besten Freund Maxxie. Der Nachwuchsschauspieler hatte in dem mit einem Oscar ausgezeichneten Film Moonlight den besten Freund des Protagonisten gespielt und ist zudem seit 2017 in der Fernsehserie Mr. Mercedes in der Rolle von Jerome Robinson zu sehen. Jesse Williams spielt den Schulleiter Banton. In weiteren Rollen sind Christy Coco, Ali Fisher, Henry Hunter Hall, Ana Mulvoy Ten, Celeste O’Connor und Luke Crory zu sehen.
Die Dreharbeiten fanden in Wenham, Massachusetts, statt.
Die Musik für den Film stammt von der J-Poperin ASKA. Das Soundtrack-Album mit insgesamt sieben Musikstücken wurde am 17. April 2020 von Lakeshore Records als Download veröffentlicht.
Der Film wurde am 26. Januar 2019 im Rahmen des Sundance Film Festivals erstmals gezeigt.
Im Juli 2019 sicherten sich die Amazon Studios die Rechte am Film. Anfang August 2019 wurde er beim BlackStar Film Festival vorgestellt. Im November 2019 erfolgte eine Vorstellung beim AFI Film Festival.

## Rezeption

### Kritiken
Der Film konnte bislang 86 Prozent aller Kritiker bei Rotten Tomatoes überzeugen und erhielt hierbei eine durchschnittliche Bewertung von 6,9 der möglichen 10 Punkte
Beandrea July von The Hollywood Reporter schreibt, wie Wes Andersons Moonrise Kingdom oder Sean Bakers The Florida Project sei es ein Film, der die Welt seiner jugendlichen Akteure ernst nehme, sich aber nicht wie ein YA-Drama anfühle. Der Film überzeuge durch seine unkonventionelle und doch klare Sichtweise und lasse auf eine glänzende Zukunft für die vielversprechende junge Filmemacher Tayarisha Poe schließen. Geheimgesellschaften an Elite-Vorbereitungsschulen und -hochschulen würden zwar auch von Filmen wie Der Club der toten Dichter und dem Harry-Potter-Franchise aufgegriffen, doch Poe interpretiere dieses Genre aus ihrer Sicht als schwarze Frau, die selbst ein Eliteinternat in New Jersey besuchte, auf intelligente Weise neu, so July. Durch Selahs angespannte Beziehung zu ihrer Mutter zeigt der Film auch, wie junge Menschen den Druck verinnerlichen, den Eltern und gesellschaftliche Kräfte auf sie ausüben.

### Auszeichnungen
BlackStar Film Festival 2019
- Auszeichnung mit dem Best Feature Narrative Award (Tayarisha Poe)[7]

Palm Springs International Film Festival 2019
- Auszeichnung Directors to Watch (Tayarisha Poe)

Sundance Film Festival 2019
- Nominierung für den NEXT Innovator Award (Tayarisha Poe)

## Fernsehserie
Im Jahr 2020 soll Selah and the Spades auch als eine von Poe produzierte und geschriebene Fernsehserie erscheinen, die ebenfalls von den Amazon Studios produziert wird.